# Koblenz
Koblenz egy német város Rajna-vidék-Pfalz tartomány északi részén. Mainz és Ludwigshafen után a harmadik legnagyobb város a tartományban. A Koblenz-Landau Egyetem koblenzi egyetemvárosa itt található. Németország legrégebbi települései közé tartozik, kb. kétezer éves.
E település lakosaival települt újjá Magyarszentmiklós 1744-ben.

## Nevének eredete
A város eredeti latin Confluentes neve („Az Összefolyók”) a római uralom emlékét őrzi. város fekvéséből következett. Az ún. Német Saroknál itt torkollik a Mosel folyó a Rajnába. Ebből a névből alakult ki később Koblenz neve.

## Fekvése
A Rajnai-palahegység (Rheinisches Schiefergebirge) közepén fekszik, a Rajna és a Mosel találkozásánál.
1926-ig németül Coblenznek írták. 1962-ben a lakosok száma meghaladta a százezret. A legközelebbi nagyvárosok Bonn és Mainz.

## Története
A várost még a rómaiak alapították, akik az első század eleje óta erődítményekkel védték a moseli átkelőhelyeket.
A város fejlődését elsősorban földrajzi fekvésének köszönhette, mivel a Koblenz körzetéhez tartozó folyók - a Rajnán és a Moselen kívül a Lahn is - a várostól nem messze ömlenek a Rajnába és hajózhatók. 
Eredetileg a Mosel mentén húzódó óváros a középkorban déli és keleti irányba terjeszkedett, és ez időben a városban több jelentős román stílusú templom is épült.

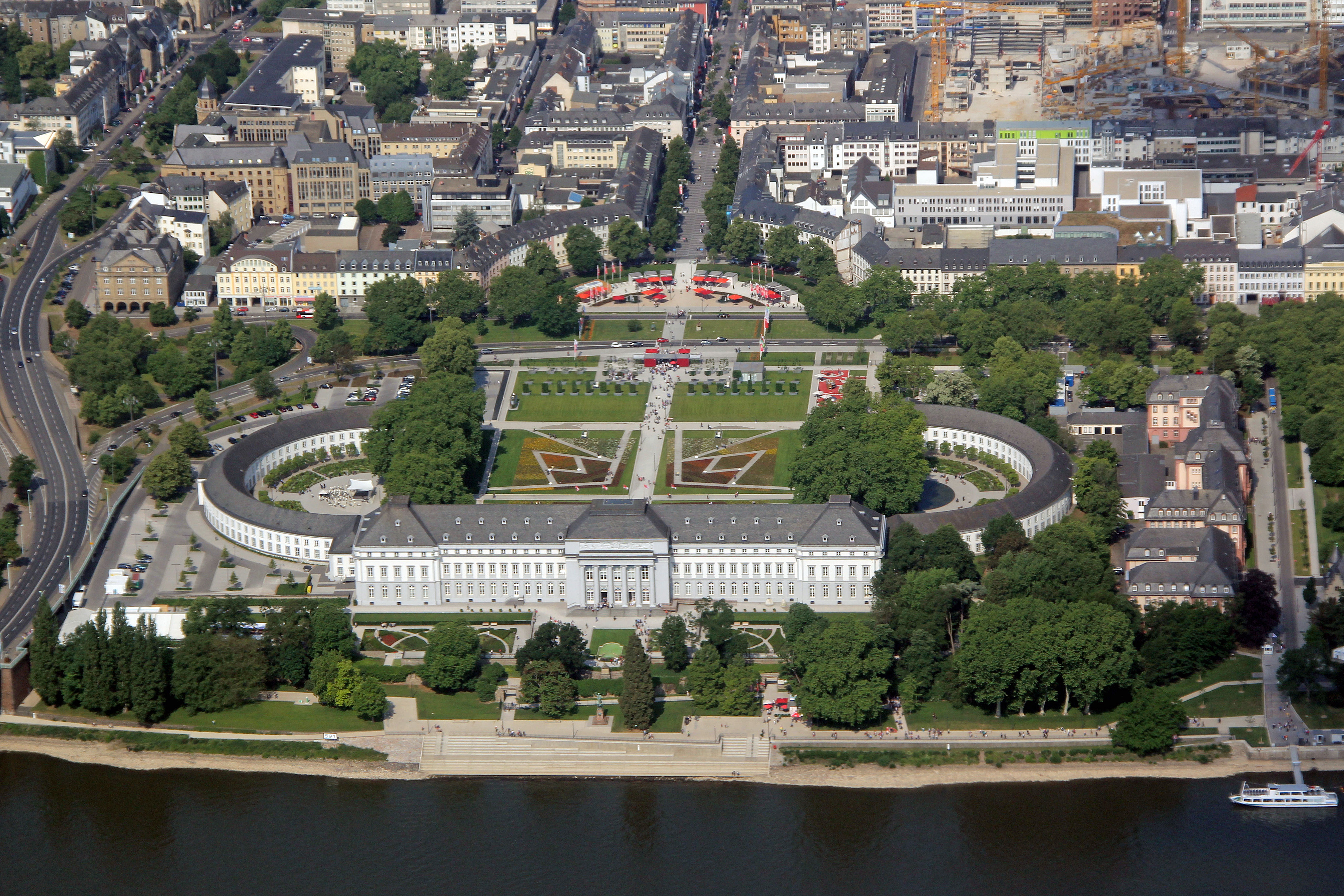
A választófejedelemi kastély

1018-ban II. Henrik császár a város feletti felségjogot a trieri érseknek adományozta és idővel Koblenz az érsekek (Fülöp Kristóf és Kelemen Vencel) és a német választófejedelem székhelye is lett. A 13. században a német lovagrend igazgatási épületeket emelt a városban, 1344-ben pedig már híd vezetett át a Moselen, a későbbi századokban pedig az egyházi épületeken kívül sok szép világi épület (céh házak, nemesi udvarházak) is készültek a kornak éppen megfelelő stílusban. A város további fejlődése pedig főként a 18. század második felére esik.
1815-ben, a napóleoni háborúk után a város a Porosz Királysághoz került és az ország legnagyobb erődítményévé épült ki, mely a Rajna melletti királyi kastélytól délre kiindulva a Moselig vezetett. Az erődítményt csak 1891-ben, a század végén bontották le, mely lehetővé tette a város további terjeszkedését is. A Rajna mellett hosszan elnyúló sétányt alakítottak ki és szállodákat építettek, és a város fekvésének is köszönhetően fokozatosan növekedésnek indult az idegenforgalom is.
A várost a második világháború súlyos pusztításait követően nagyrészt modern stílusban építették újjá.

## Nevezetességek
- Német egység emlékműve - A két folyó által közrezárt földnyelven épült.
- St. Castor-templom - Ez Koblenz legrégibb temploma. A harmonikusan tagolt, kereszthajós, négytornyú bazilika a Rajna-Mosel vidék egyik legszebb román stílusú épülete, melyet még 836-ban szenteltek fel. Szentélye a 12. század közepén történt átépítés során alakult ki a mögötte levő apszissal és annak hét félköríves ablakával együtt. Barokk díszítésű homokkőből készült szószéke 1625-ből való.
- Szent Florin-templom (St. Florin Kirche) - római alapokra, 1200 körül épült. A román bazilika külső falazatában világos és sötét kövek váltakoznak.

## Nevezetes személyek
- Itt született 1972-ben Björn Bicker német író, dramaturg, rendező.

Itt született Thomas Anders.

## Közlekedés

### Közúti közlekedés
A várost érinti az A61-es és az A48-as autópálya.